# Creatonotos arabica
Creatonotos arabica är en fjärilsart som beskrevs av George Francis Hampson 1896. Creatonotos arabica ingår i släktet Creatonotos och familjen björnspinnare. Inga underarter finns listade i Catalogue of Life.